# Cucumber (Virginia Occidental)
Cucumber es un lugar designado por el censo ubicado en el condado de McDowell en el estado estadounidense de Virginia Occidental. En el Censo de 2010 tenía una población de 94 habitantes y una densidad poblacional de 80,3 personas por km².

## Geografía
Cucumber se encuentra ubicado en las coordenadas 37°16′43″N 81°37′27″O / 37.27861, -81.62417. Según la Oficina del Censo de los Estados Unidos, Cucumber tiene una superficie total de 1.17 km², de la cual 1.17 km² corresponden a tierra firme y (0%) 0 km² es agua.

## Demografía
Según el censo de 2010, había 94 personas residiendo en Cucumber. La densidad de población era de 80,3 hab./km². De los 94 habitantes, Cucumber estaba compuesto por el 100% blancos, el 0% eran afroamericanos, el 0% eran amerindios, el 0% eran asiáticos, el 0% eran isleños del Pacífico, el 0% eran de otras razas y el 0% pertenecían a dos o más razas. Del total de la población el 2.13% eran hispanos o latinos de cualquier raza.